# John Stones
John Stones (ur. 28 maja 1994 w Barnsley) – angielski piłkarz, występujący na pozycji obrońcy w angielskim klubie Manchester City oraz w reprezentacji Anglii. Wychowanek Barnsley, w swojej karierze grał także w Evertonie.

## Kariera klubowa

### Barnsley
Urodzony w Barnsley w południowym Yorkshire, Stones przeszedł przez akademię młodzieżową Barnsley, aby podpisać profesjonalną umowę w grudniu 2011 roku. Zadebiutował w pierwszej drużynie w rozgrywkach Championship 17 marca 2012 w przegranym 0-4 meczu z Reading na stadionie Oakwell, zastępując Scotta Wisemana w 52. minucie. 11 sierpnia 2012 zdobył pierwszą bramkę dla swojej drużyny w pucharowym spotkaniu. 

### Everton
31 stycznia 2013 podpisał 5,5 roczną umowę z Evertonem, a kwota transferu wyniosła ok. 3 mln funtów. Zadebiutował w Evertonie przeciwko Stevenage w drugiej rundzie Pucharu Ligi Angielskiej 28 sierpnia 2013, pomagając odnieść zwycięstwo 2-1 po dogrywce na Goodison Park. Zadebiutował w Premier League jako rezerwowy, zmieniając Stevena Naismitha w wygranym 1:0 meczu z Chelsea 14 września 2013 roku. 1 stycznia 2014 po raz pierwszy znalazł się w wyjściowej jedenastce na mecz ligowy przeciwko Stoke City, zakończony remisem 1:1. 
7 sierpnia 2014 podpisał nowy pięcioletni kontrakt z The Toffees do 2019 roku. 5 października doznał kontuzji kostki w meczu z Manchesterem United, eliminując go z gry na około 10-14 tygodni. Pomimo kontuzji, Stones znalazł się w gronie nominowanych do nagrody Golden Boy 2014, wraz z innym skrzydłowym Evertonu Gerardem Deulofeu.

### Manchester City
9 sierpnia 2016 Manchester City wykupił Stonesa za 47,5 miliona funtów w ramach sześcioletniej umowy, co uczyniło go drugim najdroższym obrońcą w historii piłki nożnej, za Davidem Luizem. 
Stones zadebiutował w City cztery dni później, gdy rozpoczęli nowy sezon, wygrywając 2:1 u siebie z Sunderlandem. 6 stycznia 2017 roku zdobył swoją pierwszą bramkę dla Obywateli, w wygranym 5:0 spotkaniu z West Ham United na stadionie London Stadium w trzeciej rundzie Pucharu Anglii. 21 lutego ponownie wpisał się na listę strzelców, w wygranym 5-3 meczu z AS Monako w 1/16 Ligi Mistrzów.

## Statystyki kariery
(aktualne na dzień 3 czerwca 2025)
| Klub               | Sezon              | Liga               | Liga  | Liga   | Puchar Anglii | Puchar Anglii | Puchar Ligi | Puchar Ligi | Europa | Europa | Pozostałe1 | Pozostałe1 | Suma  | Suma   |
| Klub               | Sezon              | Liga               | Mecze | Bramki | Mecze         | Bramki        | Mecze       | Bramki      | Mecze  | Bramki | Mecze      | Bramki     | Mecze | Bramki |
| ------------------ | ------------------ | ------------------ | ----- | ------ | ------------- | ------------- | ----------- | ----------- | ------ | ------ | ---------- | ---------- | ----- | ------ |
| Barnsley           | 2011/12            | Championship       | 2     | 0      | 0             | 0             | 0           | 0           | –      | –      | –          | –          | 2     | 0      |
| Barnsley           | 2012/13            | Championship       | 22    | 0      | 2             | 0             | 2           | 1           | –      | –      | –          | –          | 26    | 1      |
| Barnsley           | Ogólnie            | Ogólnie            | 24    | 0      | 2             | 0             | 2           | 1           | 0      | 0      | 0          | 0          | 28    | 1      |
| Everton            | 2012/13            | Premier League     | 0     | 0      | 0             | 0             | 0           | 0           | –      | –      | –          | –          | 0     | 0      |
| Everton            | 2013/14            | Premier League     | 21    | 0      | 3             | 0             | 2           | 0           | –      | –      | –          | –          | 26    | 0      |
| Everton            | 2014/15            | Premier League     | 23    | 1      | 2             | 0             | 0           | 0           | 3      | 0      | –          | –          | 28    | 1      |
| Everton            | 2015/16            | Premier League     | 33    | 0      | 2             | 0             | 6           | 0           | –      | –      | –          | –          | 41    | 0      |
| Everton            | Ogólnie            | Ogólnie            | 77    | 1      | 7             | 0             | 8           | 0           | 3      | 0      | 0          | 0          | 95    | 1      |
| Manchester City    | 2016/17            | Premier League     | 27    | 0      | 4             | 1             | 1           | 0           | 9      | 1      | –          | –          | 41    | 2      |
| Manchester City    | 2017/18            | Premier League     | 18    | 0      | 2             | 0             | 4           | 0           | 5      | 3      | –          | –          | 29    | 3      |
| Manchester City    | 2018/19            | Premier League     | 24    | 0      | 5             | 0             | 3           | 0           | 6      | 0      | 1          | 0          | 39    | 0      |
| Manchester City    | 2019/20            | Premier League     | 16    | 0      | 3             | 0             | 3           | 0           | 1      | 0      | 1          | 0          | 24    | 0      |
| Manchester City    | 2020/21            | Premier League     | 22    | 4      | 1             | 0             | 1           | 1           | 11     | 0      | 0          | 0          | 35    | 5      |
| Manchester City    | 2021/22            | Premier League     | 14    | 1      | 4             | 1             | 1           | 0           | 8      | 0      | 0          | 0          | 27    | 2      |
| Manchester City    | 2022/23            | Premier League     | 23    | 2      | 2             | 0             | 1           | 0           | 8      | 1      | 0          | 0          | 34    | 3      |
| Manchester City    | 2023/24            | Premier League     | 16    | 1      | 3             | 0             | 0           | 0           | 6      | 0      | 3          | 0          | 28    | 1      |
| Manchester City    | 2024/25            | Premier League     | 11    | 2      | 1             | 0             | 2           | 0           | 6      | 1      | 0          | 0          | 20    | 3      |
| Ogólnie            | Ogólnie            | Ogólnie            | 171   | 10     | 25            | 2             | 16          | 1           | 60     | 6      | 5          | 0          | 277   | 19     |
| Ogólnie w karierze | Ogólnie w karierze | Ogólnie w karierze | 272   | 11     | 34            | 2             | 26          | 2           | 63     | 6      | 5          | 0          | 400   | 21     |

1(Tarcza Wspólnoty)

## Sukcesy

### Manchester City
- Mistrzostwo Anglii: 2017/2018, 2018/2019, 2020/2021, 2021/2022, 2022/2023
- Puchar Anglii: 2018/2019, 2022/2023
- Puchar Ligi Angielskiej: 2017/2018, 2018/2019, 2019/2020, 2020/2021
- Tarcza Wspólnoty: 2018, 2019
- Liga Mistrzów UEFA: 2022/2023
- Superpuchar Europy UEFA: 2023

### Reprezentacyjne
- Wicemistrzostwo Europy: 2020, 2024
- 3 miejsce w Lidze Narodów UEFA: 2018/2019

### Wyróżnienia
- Młody gracz roku w Evertonie: 2014/2015